# Graftombe van 'Abdu'l-Bahá

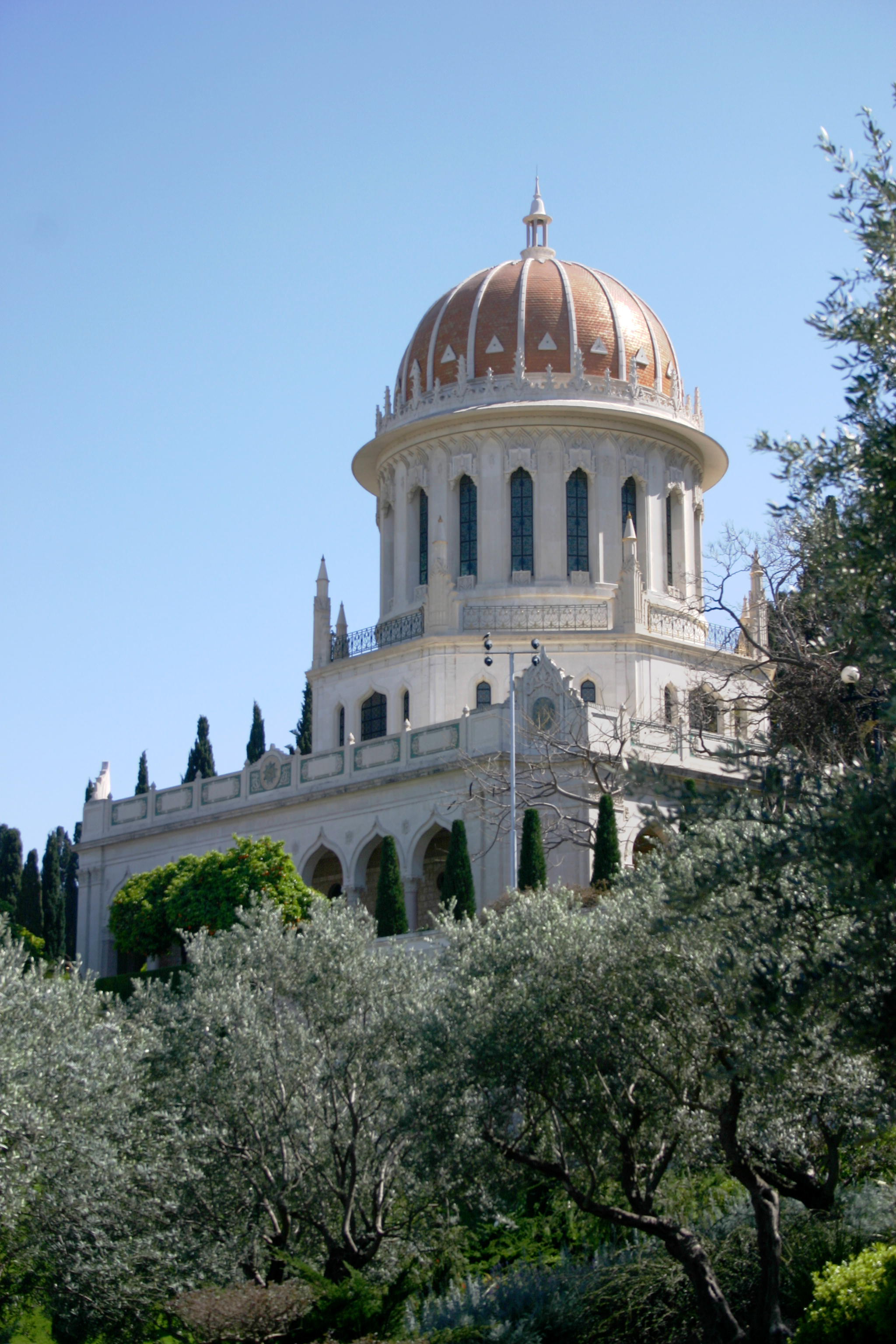
Graftombe van de Báb

De graftombe van 'Abdu'l-Bahá is de locatie in Israël waar de overblijfselen van de Iraanse religieuze leider 'Abdu'l-Bahá (1844-1921) tijdelijk te ruste zijn gelegd. De tombe bevindt zich in een van de kamers van de graftombe van de Báb.

## Bron
- Smith, P. (1999). A Concise Encyclopedia of the Bahá'í Faith. Oneworld Publications, Oxford, UK. ISBN 1851681841.